# Кемпбелл (округ, Вірджинія)
Шаблон:StateAbbr_ 37°13′ пн. ш. 79°05′ зх. д. / 37.21° пн. ш. 79.09° зх. д.
Округ Кемпбелл (англ. Campbell County) — округ (графство) у штаті Вірджинія, США. Ідентифікатор округу 51031.

## Історія
Округ утворений 1782 року.

## Демографія
За даними перепису 2000 року загальне населення округу становило 51078 осіб, зокрема міського населення було 19514, а сільського — 31564. Серед мешканців округу чоловіків було 24924, а жінок — 26154. В окрузі було 20639 домогосподарств, 14702 родин, які мешкали в 22088 будинках. Середній розмір родини становив 2,91.
Віковий розподіл населення поданий у таблиці:
| Стать    | До 15 років | 15-21 | 22-29 | 30-39 | 40-49 | 50-65 | 65-85 | Понад 85 |
| -------- | ----------- | ----- | ----- | ----- | ----- | ----- | ----- | -------- |
| Чоловіки | 5176        | 2212  | 2526  | 3691  | 3884  | 4481  | 2782  | 172      |
| Жінки    | 4957        | 2100  | 2546  | 3755  | 4078  | 4793  | 3488  | 437      |

## Суміжні округи
- Амгерст — північ
- Аппоматтокс — північний схід
- Шарлотт — схід
- Галіфакс — південний схід
- Піттсильванія — південний захід
- Бедфорд — захід
- Лінчбург — північний захід (незалежне місто)

## Виноски
1. ↑  U.S. Decennial Census. United States Census Bureau. Архів оригіналу за 26 квітня 2015. Процитовано 1 січня 2014.
2. ↑  Historical Census Browser. University of Virginia Library. Архів оригіналу за 11 серпня 2012. Процитовано 1 січня 2014.
3. ↑  Population of Counties by Decennial Census: 1900 to 1990. United States Census Bureau. Архів оригіналу за 15 грудня 2013. Процитовано 1 січня 2014.
4. ↑  Census 2000 PHC-T-4. Ranking Tables for Counties: 1990 and 2000 (PDF). United States Census Bureau. Архів оригіналу (PDF) за 18 грудня 2014. Процитовано 1 січня 2014.
5. ↑  State & County QuickFacts. United States Census Bureau. Архів оригіналу за 29 червня 2011. Процитовано 1 січня 2014.(англ.) Наведено за англійською вікіпедією.
6. ↑  American FactFinder. Бюро перепису населення США. Архів оригіналу за 29 липня 2011. Процитовано 31 січня 2008.

| США | Це незавершена стаття з географії США. Ви можете допомогти проєкту, виправивши або дописавши її. |